# Breaking Bad
Breaking Bad é uma série de televisão americana criada e produzida por Vince Gilligan. Ela retrata a vida do químico Walter White, um homem brilhante frustrado em dar aulas para adolescentes do ensino médio enquanto lida com um filho sofrendo de paralisia cerebral, uma esposa grávida e dívidas intermináveis. White, então, é diagnosticado com um câncer no pulmão - o que o leva a sofrer um colapso emocional e abraçar uma vida de crimes para pagar suas dívidas hospitalares e dar uma boa vida aos seus filhos. Walter resolve produzir metanfetamina de alta pureza com seu ex-aluno, Jesse Pinkman.
Breaking Bad se passa em Albuquerque, Novo México, e gira em torno das escolhas de seu protagonista, as quais o levam a uma intensa, dolorosa e inevitável transformação. Amplamente considerada como uma das melhores séries da história, ao seu final, foi um dos programas da televisão a cabo mais assistidos nos Estados Unidos, recebendo inúmeros prémios, incluindo dezesseis Primetime Emmy Awards, oito Satellite Awards, dois Globos de Ouro e um Prémio Escolha Popular. Em 2014, entrou para o Livro dos Recordes como o seriado mais bem avaliado de todos os tempos pela crítica.
A série foi originalmente exibida pelo canal de televisão por assinatura AMC, onde estreou no dia 20 de janeiro de 2008 e, depois de cinco temporadas de sucesso, teve seu último episódio transmitido no dia 29 de setembro de 2013. Em Portugal, foi exibida (sob o título Ruptura total) pelos canais SIC Radical, TVséries e MOV. No Brasil, o seriado é exibido pelo canal pago AXN e pelo serviço de streaming Netflix e, na TV aberta, foi exibida pela Rede Record e pela Band.

## Desenvolvimento

### Conceito
O ator que interpreta o personagem principal, Bryan Cranston, declarou numa entrevista que "o termo 'breaking bad' é uma gíria do Sul que significa que alguém desviou-se do caminho correto e passou a fazer coisas erradas. E isto aplica-se tanto a um dado momento quanto a uma vida inteira."
A rede AMC, que exibiu a série em 20 de Janeiro de 2008, pediu originalmente nove episódios para a primeira temporada (incluindo o episódio piloto), mas a Greve dos Escritores Americanos de 2007–2008 limitou a produção aos sete episódios existentes.
“Eu quero fazer o sincronismo de cor para cada um desses episódios em que você se senta com o colorista e certifica-se                                         de que a cor de cada cena individual é exatamente da maneira que você queria.”— Vince Gilligan, em entrevista para IndieWire, julho de 2012
Breaking Bad foi criado por Vince Gilligan, que, por vários anos, foi roteirista da série The X-Files. Gilligan queria criar uma série em que o protagonista torna-se o antagonista. "A televisão é historicamente boa em manter seus personagens em uma estase auto-imposto de modo que shows podem durar anos ou mesmo décadas", disse ele. "Quando percebi isso, o próximo passo lógico era pensar, como posso fazer um show em que a unidade fundamental é para a mudança?" Ele acrescentou que seu objetivo com Walter White foi para transformá-lo de Sr. Chips para Scarface.
Antes de ser adquirida pela AMC, Breaking Bad foi oferecida a outros canais americanos, como TNT, Showtime e FX. A série foi rejeitada até pela HBO, recusa que chamou a atenção pelo desprezo durante a apresentação (Pitch) feita por Vince Gilligan. Segundo ele, a executiva do canal e os subordinados dela presentes na reunião foram rudes e não prestaram atenção na apresentação. “A executiva que me atendeu não poderia ter mostrado menos interesse. Era palpável sentir o quanto estavam desinteressados”, relembrou.

### Roteiro
O conceito surgiu quando Gilligan conversou com seu colega escritor Thomas Schnauz em relação à sua taxa de desemprego atual e brincou dizendo que a solução era para que eles colocassem um "laboratório de metanfetamina na parte de trás de um RVand [unidade] em todo o país preparar metanfetamina e ganhar dinheiro."
Gilligan disse, antes do final da série, que foi difícil de escrever o personagem Walter White porque era muito obscuro e moralmente questionável: "Vou sentir falta da série quando acabar, mas de certa forma vai ser um alívio não ter mais Walt na minha cabeça." Gilligan mais tarde disse que a ideia para o personagem de Walter intrigou tanto que ele "realmente não deu muita atenção de quão bem ele iria vender", afirmando que ele teria desistido na premissa desde que foi "um tanto estranho, história sombria" que poderia ter dificuldades de ser lançada para os estúdios. Enquanto a série progrediu, Gilligan e a equipe de roteiristas de Breaking Bad fizeram Walter cada vez mais antipático. Gilligan disse durante a execução da série: "Ele vai ser um protagonista de um antagonista Queremos fazer que as pessoas questionem por quem estão torcendo, e por quê." Cranston disse na quarta temporada: "Eu acho que Walt descobriu que é melhor ser um perseguidor do que o perseguido. Ele está bem em seu caminho para a ruptura total."
Enquanto ainda lançando o show para os estúdios, Gilligan foi inicialmente desencorajado quando soube da série Weeds e suas semelhanças com a premissa de Breaking Bad. Enquanto seus produtores o convenceram de que a série era diferente o suficiente para ainda ser bem sucedido, mais tarde ele afirmou que ele não teria ido para a frente com a ideia de que ele tinha conhecido sobre Weeds.

### Desenvolvimento da história
A rede encomendou nove episódios para a primeira temporada (incluindo o piloto), mas em 2007-08 a Writers Guild of America limitou a produção de sete episódios. As versões iniciais do roteiro foram fixadas em Riverside, Califórnia, mas por sugestão da Sony, Albuquerque foi escolhida para a localização da produção devido às condições financeiras favoráveis oferecidos pelo estado do Novo México. Uma vez que Gilligan reconheceu que isso significaria "que sempre teria que estar evitando as montanhas de Sandia" em cenas voltadas para o leste, a definição da história foi mudada para o local de produção real.

### Filmagens
A maior parte das filmagens foi feita com película de 35 milímetros, com câmeras digitais utilizadas conforme necessário para ângulos adicionais da fotografia. Breaking Bad custou US$ 1.5 milhões por episódio para produção, mais elevado do que o custo médio para um programa básico de cabo.

### Finalização
Em Julho de 2011, Vince Gilligan indicou que tinha a intenção de concluir Breaking Bad, no final de sua quinta temporada. No início de Agosto de 2011, as negociações começaram sobre um acordo a respeito da quinta e última temporada possível entre a rede AMC e Sony Pictures Television, a empresa de produção da série. AMC tinha proposto uma quinta temporada mais curta (de seis a oito episódios, em vez de 13) para cortar custos, mas os produtores diminuíram. A Sony, em seguida, aproximou-se de outras redes de cabo sobre a possibilidade de pegar o show, se um acordo não ocorresse. Em 14 de Agosto de 2011, a AMC renovou a série para quinta e última temporada composta por 16 episódios. Devido a popularidade global, o criador Vince Gilligan agradeceu ao Netflix e o Emmy Awards em Setembro de 2013. Chegando ao ponto de dizer que a Netflix "nos manteve no ar".

### Escolha do elenco
"Você vai ver aquela humanidade fundamental, mesmo quando ele está tomando as decisões mais terríveis e tortuosas, e você precisa de alguém que tenha essa humanidade - humanidade profunda e básica - para que você diga, ao assistir a esta série, 'Tá bom, eu vou embarcar nessa; eu não gosto do que ele está fazendo, mas eu entendo, e eu vou na dele, até onde ele for'. Se você não tem um cara que te entregue isso, independente da melhor atuação do mundo, a série não vai ter sucesso." - Vince Gilligan, sobre Bryan Cranston
Vince Gilligan escolheu Bryan Cranston para o papel de Walter White baseado no trabalho com ele em um episódio da série de televisão Arquivo-X, em que Gilligan trabalhou como escritor. Cranston desempenhou um anti-semita com uma doença terminal. Gilligan disse que o personagem tinha de ser ao mesmo tempo repugnante e simpático, e que "Bryan era o único ator que poderia fazer isso, poderia conseguir este truque. E isso é um truque. Não tenho ideia de como ele faz isso." os executivos da AMC, que estavam inicialmente relutantes com a escolha do elenco, tendo conhecido Cranston apenas como um personagem em Malcolm in the Middle, chamaram os atores John Cusack e Matthew Broderick para o papel. Quando os dois atores recusaram, os executivos foram persuadidos a lançar Cranston depois de verem ele em Arquivo-X. Cranston contribuiu significativamente para a formação e desenvolvimento do personagem Walter White. Quando Gilligan deixou muito do passado de Walter inexplicável durante o desenvolvimento da série, o ator escreveu sua própria história de fundo para o personagem. No início da série, Cranston engordou 4,5 kg para refletir o declínio pessoal do personagem, e tingiu seu cabelo naturalmente ruivo de castanho. Ele colaborou com a figurinista Kathleen Detoro com um guarda-roupa de cores verde e marrom neutros, em sua maioria, para deixar o personagem suave e banal, e trabalhou com a maquiadora Frieda Valenzuela para criar um bigode que ele descreveu como "impotente" e que se parecesse com uma "lagarta morta". Cranston repetidamente identificou elementos dentro de certas partes do roteiro em que ele discordou com a forma com que o personagem foi tratado, e chegou ao ponto de chamar Gilligan diretamente quando ele não conseguiu resolver desentendimentos com os roteiristas do episódio. Cranston, disse que foi inspirado parcialmente por seu pai idoso para saber como Walter se move fisicamente, que ele descreveu como "um pouco curvado, não ereto, [como se] o peso do mundo estivesse nos ombros deste homem". Em contraste com seu personagem, Cranston foi descrito como extremamente brincalhão no set de filmagens, com Aaron Paul descrevendo-o como "um garoto preso no corpo de um homem". 
A contratação de Aaron Paul também foi inicialmente questionada pela produção, já que Paul parecia ser velho demais e bonitinho demais para ser associado com alguém que cozinha metanfetamina. No entanto, Gillian reconsiderou as habilidades de Paul, após ver sua seu teste e lembrando que ele também havia feito um papel de convidado uma episódio de Arquivo-X "Lord Of the Flies".
Gilligan originalmente quis que o personagem de  Paul, Jesse Pinkman, fosse morto no final da primeira temporada, em uma transação de drogas fracassada por atormentar Walter White de , no. No entanto, disse Gilligan pelo segundo episódio da temporada, ele ficou tão impressionado com o desempenho de Paul que "tornou-se bastante claro desde o início que seria um erro colossal matar Jesse".

### Exatidão científica
Donna Nelson, professora de química orgânica na universidade de Oklahoma, fez todas as verificações no roteiro. Ela também olhou as estruturas químicas e escreveu as equações que foram usadas como adereços. De acordo com o criador Vince Gilligan, a Drª. Donna Nelson os abordou nas primeiras temporadas da série e disse: "Eu realmente gosto deste show, e se você precisar de ajuda com a química, eu adoraria dar uma mão." "Ela tem sido uma conselheira maravilhosa. Nós obtemos ajuda sempre que precisamos dela, se é química, engenharia elétrica ou física. Tentamos ter tudo correto. Não há o tempo inteiro [um conselheiro] no set, mas corremos em certas cenas para esses especialistas em primeiro lugar."
"[Porque] Walter White estava falando com seus alunos, eu era capaz de retirar certos momentos da descrição e diálogo no início dos episódios que me mantiveram até que tivemos ajuda de alguns químicos honesto-a-Deus", diz Gilligan. De acordo com o diretor, "Nelson, o veterinário de nosso roteiro estava para garantir que o diálogo químico fosse preciso e atualizado. Temos também um químico da Drug Enforcement Administration sediada em Dallas, que acaba de ser extremamente útil para nós." Nelson falou do interesse de Gilligan em estar correto em ciência: "[Ele] disse que fez a diferença para ele."
Em 2013, duas cenas da primeira temporada de Breaking Bad foram colocados sob controle de Mythbusters Breaking Bad Special. Apesar de várias modificações que foram vistas no show, ambas as cenas foram consideradas mito" (ou seja, as cenas descritas no show foram consideradas impossíveis de acontecer na vida real).

## Elenco e personagens

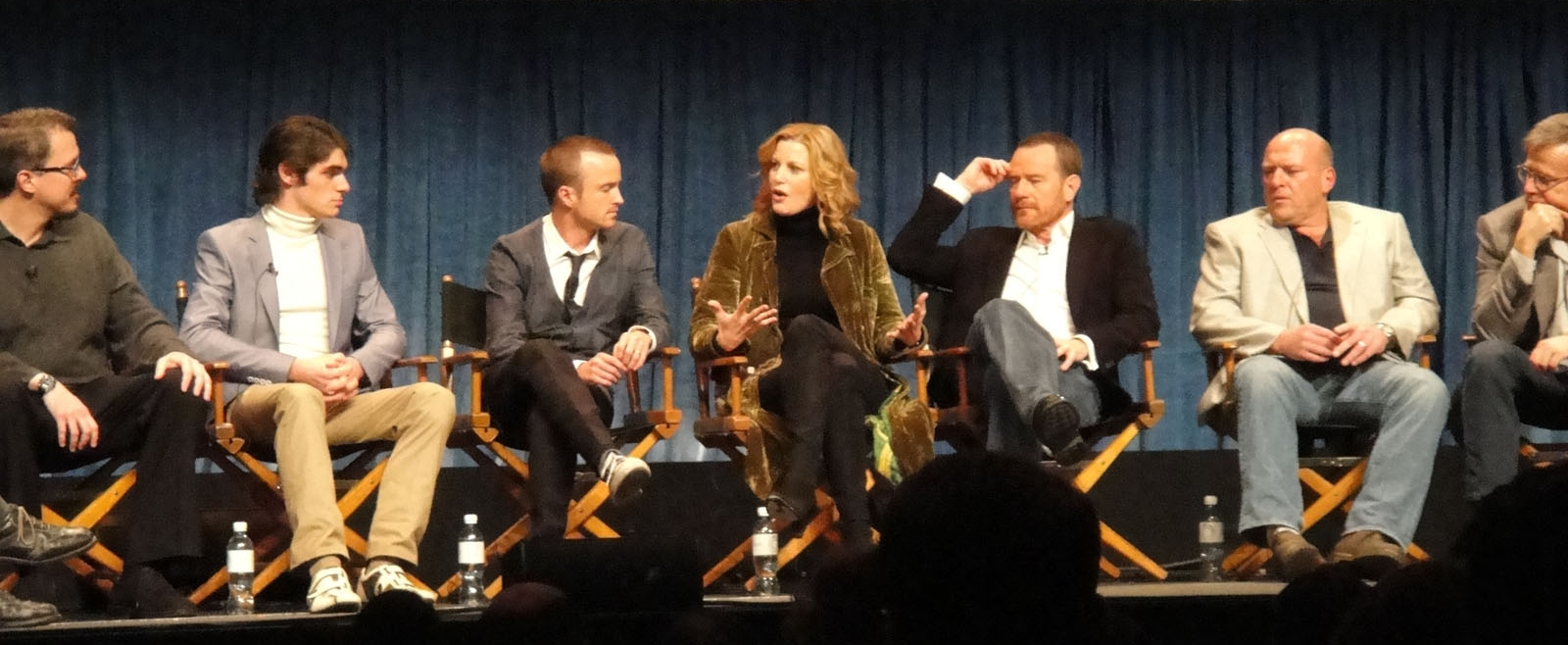
Equipe e elenco de Breaking Bad: o criador Vince Gilligan, RJ Mitte (Walt Jr.), Aaron Paul (Jesse Pinkman), Anna Gunn (Skyler White), Bryan Cranston (Walter White), Dean Norris (Hank Schrader) e o produtor Mark Johnson.

### Elenco
| Atores             | Personagem           | Temporadas | Temporadas   | Temporadas | Temporadas | Temporadas | El Camino: Filme |
| Atores             | Personagem           | 1.ª        | 2.ª          | 3.ª        | 4.ª        | 5.ª        | El Camino: Filme |
| ------------------ | -------------------- | ---------- | ------------ | ---------- | ---------- | ---------- | ---------------- |
| Bryan Cranston     | Walter White         | Principal  | Principal    | Principal  | Principal  | Principal  | Participação     |
| Anna Gunn          | Skyler White         | Principal  | Principal    | Principal  | Principal  | Principal  | —                |
| Aaron Paul         | Jesse Pinkman        | Principal  | Principal    | Principal  | Principal  | Principal  | Principal        |
| Dean Norris        | Hank Schrader        | Principal  | Principal    | Principal  | Principal  | Principal  | —                |
| Betsy Brandt       | Marie Schrader       | Principal  | Principal    | Principal  | Principal  | Principal  | —                |
| RJ Mitte           | Walter White Junior  | Principal  | Principal    | Principal  | Principal  | Principal  | —                |
| Jonathan Banks     | Mike Ehrmantraut     | —          | Participação | Principal  | Principal  | Principal  | Participação     |
| Bob Odenkirk       | Saul Goodman         |            | Recorrente   | Principal  | Principal  | Principal  | —                |
| Giancarlo Esposito | Gustavo "Gus" Fring  | —          | Recorrente   | Principal  | Principal  | —          | —                |
| Jesse Plemons      | Todd Alquist         | —          | —            | —          | —          | Principal  | Recorrente       |
| Laura Fraser       | Lydia Rodarte-Quayle | —          | —            | —          | —          | Principal  | —                |

### Elenco secundário/Participações especiais
| Atores                 | Personagens              | Temporadas   | Temporadas   | Temporadas   | Temporadas   | Temporadas   | El Camino: Filme |
| Atores                 | Personagens              | 1            | 2            | 3            | 4            | 5            | El Camino: Filme |
| ---------------------- | ------------------------ | ------------ | ------------ | ------------ | ------------ | ------------ | ---------------- |
| Steven Michael Quezada | Steven "Gomie" Gomez     | Recorrente   | Recorrente   | Recorrente   | Recorrente   | Recorrente   | —                |
| Matt L. Jones          | Brandon "Badger" Mayhew  | Recorrente   | Recorrente   | Recorrente   | Recorrente   | Recorrente   | Recorrente       |
| Charles Baker          | Skinny Pete              | Recorrente   | Recorrente   | Recorrente   | Recorrente   | Recorrente   | Recorrente       |
| Rodney Rush            | Christian "Combo" Ortega | Recorrente   | Recorrente   | —            | —            | —            | —                |
| Jessica Hecht          | Gretchen                 | Recorrente   | —            | —            | —            | Participação | —                |
| Adam Godley            | Elliot Schwartz          | Participação | —            | —            | —            | Participação | —                |
| Raymond Cruz           | Tuco Salamanca           | Recorrente   | Recorrente   | —            | —            | —            | —                |
| Mark Margolis          | Hector Salamanca         | —            | Recorrente   | Recorrente   | Recorrente   | —            | —                |
| Christopher Cousins    | Ted Beneke               | —            | Recorrente   | Recorrente   | Recorrente   | Participação | —                |
| Krysten Ritter         | Jane Margolis            | —            | Recorrente   | Participação | —            | —            | Participação     |
| John de Lancie         | Donald Margolis          | —            | Recorrente   | —            | —            | —            | —                |
| Danny Trejo            | Tortuga                  | —            | Participação | Participação | —            | —            | —                |
| DJ Qualls              | Getz                     | —            | Participação | —            | —            | —            | —                |
| Jeremiah Bitsui        | Victor                   | —            | Participação | Recorrente   | Recorrente   | —            | —                |
| David Costabile        | Gale Boetticher          | —            | —            | Recorrente   | Participação | —            | —                |
| Daniel Moncada         | Leonel Salamanca         | —            | —            | Recorrente   | —            | —            | —                |
| Luis Moncada           | Marco Salamanca          | —            | —            | Recorrente   | —            | —            | —                |
| Emily Rios             | Andrea Cantillo          | —            | —            | Recorrente   | Recorrente   | Recorrente   | —                |
| Lavell Crawford        | Huell Babineaux          | —            | —            | —            | Recorrente   | Recorrente   | —                |
| Jim Beaver             | Lawson                   | —            | —            | —            | Participação | Participação | —                |
| Steven Bauer           | Don Eladio Vuente        | —            | —            | —            | Participação | —            | —                |
| Michael Bowen          | Jack Welker              | —            | —            | —            | —            | Recorrente   | —                |
| Robert Forster         | Ed                       | —            | —            | —            | —            | Participação | Recorrente       |

### Personagens principais
| Walter White | Bryan Cranston     |  |  |  |
| - Descrição: Walter White é um professor de química de ensino médio diagnosticado com câncer no pulmão adenocarcinoma no estágio III, e passa a produzir metanfetamina para garantir o futuro financeiro de sua família. Com o progresso do seu negócio, Walter ganha uma reputação notória utilizando o pseudônimo Heisenberg. Bryan Cranston afirmou que, embora goste de fazer comédia, ele decidiu que "...realmente deve se concentrar em fazer outra coisa. Mas eu acho que qualquer bom drama vale o seu peso e tem sempre uma pitada de comédia, porque você pode aliviar a tensão do público, quando é necessário. Walt White não tem nenhum indício de que ele é ocasionalmente engraçado, mas como ator eu reconheço quando há momentos e oportunidades para comédia." |                    |  |  |  |
| |                    |  |  |  |
| Skyler White | Anna Gunn          |  |  |  |
| - Descrição: Skyler White é a esposa de Walter, grávida do segundo filho do casal antes do seu diagnóstico, e que se torna cada vez mais desconfiada do comportamento do marido e do que ele esconde da família. Anna Gunn vê Skyler como "centrada, resistente, inteligente e orientada". Gunn vê a carreira de escritora de Skyler deixada de lado, dizendo: "Eu acho que ela realmente, no fundo, anseia por ser uma artista e ser criativa e produtiva." |                    |  |  |  |
| |                    |  |  |  |
| Jesse Pinkman | Aaron Paul         |  |  |  |
| - Descrição: Jesse Pinkman é um antigo aluno de ensino médio de Walt, e mais tarde, torna-se parceiro de Walter White no tráfico de metanfetamina. Na escola, Jesse era um pequeno consumidor e traficante de drogas. Ele era um estudante que dava pouca atenção às aulas de química de Walter. Anos mais tarde, Jesse está envolvido no pesado esquema de tráfico de drogas. Como Walt, Jesse fica perturbado com a violência nos altos níveis de tráfico de drogas, mas ele faz o que acha necessário. Ele muitas vezes sofre sentimentos de culpa devido à morte de pessoas com quem ele se associa, todas relacionadas ao negócio. Ocasionalmente ele vai às reuniões de Narcóticos Anônimos para ajudá-lo com esses sentimentos. Aaron Paul vê Jesse como um garoto engraçado. "Ele é apenas esta alma perdida – Não acho que ele seja uma má pessoa, ele simplesmente se misturou na turma errada." Paul elaborou a base do personagem, dizendo que "Ele não vem de um fundo abusivo, alcoólatra. Mas talvez ele simplesmente não se relaciona com o seu pai, talvez seu pai era muito rigoroso e muito correto para Jesse." Paul compara a relação do personagem com Walt ao seriado The Odd Couple. |                    |  |  |  |
| |                    |  |  |  |
| Henry R. "Hank" Schrader | Dean Norris        |  |  |  |
| - Descrição: Hank Schrader é marido de Marie, cunhado de Walter e Skyler e agente do DEA. No início da série, Hank era cotado para ser o "alívio cômico." Dean Norris, que já interpretou diversos policias no cinema e na televisão, afirmou: "Tendo atuado em tantos papéis policiais, eu já conversei com diversos assessores técnicos e me sentia pronto para assumir a responsabilidade do papel. Coincidentemente, uma das minhas melhores amigas de infância é uma policial em Chicago e um de meus melhores amigos fora de Los Angeles é um xerife. Então eu comecei a ver todos os componentes dessa cultura." |                    |  |  |  |
| |                    |  |  |  |
| Marie Schrader | Betsy Brandt       |  |  |  |
| - Descrição: Marie Schrader é irmã de Skyler e esposa cleptomaníaca de Hank. Betsy Brandt descreve Marie como "uma vadia desagradável", mas também afirma que há mais nela do que isso. "Eu acho que nós estamos vendo mais dela agora do que ela estaria lá para sua família. Mas é tudo sobre ela." |                    |  |  |  |
| |                    |  |  |  |
| Walter White Junior | RJ Mitte           |  |  |  |
| - Descrição: Walter White Júnior é o filho mais velho de Walter e Skyler, ele teve paralisia cerebral. Ele fica revoltado após o anúncio do câncer de Walter. Assim como Walter Jr., RJ Mitte tem paralisia cerebral, embora a sua seja uma forma mais branda. Mitte afirmou que ele teve que regredir de sua terapia para retratar o personagem, ficar acordado até tarde da noite para piorar sua fala e de aprender a andar de muletas para que seu andar não parecesse falso. |                    |  |  |  |
| |                    |  |  |  |
| Mike Ehrmantraut | Jonathan Banks     |  |  |  |
| - Descrição: Mike Ehrmantraut trabalha para Gus como faxineiro e assassino de aluguel e também para Saul como investigador particular. O personagem de Mike foi comparado ao personagem de Harvey Keitel, Winston Wolf em Pulp Fiction, o qual Jonathan Banks diz que ele não estava tentando imitar: "Imediatamente tentei tirá-lo da minha mente, muito sinceramente. Seu faxineiro não é o meu faxineiro. Mas ao longo deste mundo, você suspeitaria que houve um grande número de faxineiros, seja do governo ou de prestadores de serviços individuais." |                    |  |  |  |
| |                    |  |  |  |
| Saul Goodman | Bob Odenkirk       |  |  |  |
| - Descrição: Saul Goodman é um advogado desvirtuado que representa Walt e Jesse. Odenkirk baseou seu personagem no produtor Robert Evans, "Pensei em Robert Evans, porque eu escutei The Kid Stays in the Picture em CD. Ele está constantemente mudando a sua cadência e sua fala. Ele enfatiza palavras interessantes. Ele tem um monte de atitude em quase todas as linhas que ele diz. Então, quando eu ensaiava as cenas dava a minha representação de Robert Evans para encontrar esses momentos. Então eu saia e fazia Saul." |                    |  |  |  |
| |                    |  |  |  |
| Gustavo "Gus" Fring | Giancarlo Esposito |  |  |  |
| - Descrição: Gus Fring é um grande distribuidor de drogas que tem como disfarce uma rede de fast food chamada Los Pollos Hermanos. Esposito afirmou que para a terceira temporada ele incorporou seu treino de ioga em sua atuação. "Gus Fring é o mau caráter mais legal que já andou na Terra. Penso como Eddie Olmos de volta em Miami Vice. Era como se estivesse morto – respirava com dificuldade. Eu pensei, como é que esse cara fica parado nesse incêndio e não faz nada? Gus me permitiu totalmente um nível de flexibilidade e relaxamento - não porque ele tenha o poder supremo e ele sabe que pode tirar a vida a alguém. Ele é apenas confiante." |                    |  |  |  |
| |                    |  |  |  |
| Todd Alquist | Jesse Plemons      |  |  |  |
| - Descrição: Todd é um funcionário da Vamonos Controle de Pragas que se torna um parceiro de Walt e Jesse. Seu tio é líder de uma gangue de supremacia branca. |                    |  |  |  |
| |                    |  |  |  |
| Lydia Rodarte-Quayle | Laura Fraser       |  |  |  |
| - Descrição: Lydia é uma funcionária do alto escalão da Madrigal Electromotive e uma antiga associada de Gus Fring. Ela relutantemente começa a suprir Walt e Jesse com metilamina e ajuda Walt a expandir suas operações no exterior. |                    |  |  |  |
| |                    |  |  |  |

### Personagens recorrentes
- Steven Michael Quezada como Steven "Gomie" Gomez: Parceiro de Hank no DEA e melhor amigo que ajuda a rastrear e identificar Heisenberg.
- Matt L. Jones como Brandon "Badger" Mayhew: Amigo pouco inteligente de Jesse e viciado, que muitas vezes serve como alívio cômico.
- Charles Baker como Skinny Pete: Um amigo de Jesse e um companheiro traficante.
- Rodney Rush como Christian "Combo" Ortega: Também um amigo de Jesse e um companheiro traficante.
- Jessica Hecht e Adam Godley como Gretchen e Elliot Schwartz: Os co-proprietários da Gray Matter, uma empresa que co-fundaram ao lado de Walter, que deixou a empresa antes de seu grande sucesso. Gretchen era uma antiga paixão de Walt e aparentemente a razão pela qual ele saiu.
- Raymond Cruz como Tuco Salamanca: Um traficante mexicano sociopata que se torna distribuidor de metanfetamina de Walt e Jesse.
- Mark Margolis como Hector Salamanca: Um ex-membro do alto escalão do Cartel de Juarez, que é agora incapaz de andar ou falar por causa de um acidente vascular cerebral, se comunica com a ajuda de um sino. Ele é o tio de Tuco, Marco e Leonel Salamanca.
- Christopher Cousins como Ted Beneke: Chefe de Skyler e presidente da Beneke Fabricators que começa a ter problemas financeiros, resultando em uma intervenção da Skyler.
- Krysten Ritter como Jane Margolis: Senhorio e namorada de Jesse, que é uma condenada em recuperação.
- John de Lancie como Donald Margolis: Pai de Jane Margolis, um controlador de tráfego aéreo.
- David Costabile como Gale Boetticher: Um químico contratado por Gus Fring para trabalhar ao lado de Walter.
- Daniel Moncada e Luis Moncada como Leonel e Marco Salamanca: Dois pistoleiros cruéis do Cartel de Juarez, que são os primos de Tuco Salamanca e os sobrinhos de Hector Salamanca.
- Emily Rios como Andrea Cantillo: Segunda namorada de Jesse, que também é uma viciada em recuperação. Ela tem um filho chamado Brock.
- Jeremiah Bitsui como Victor: Um capanga leal a Gus que serve como seu capanga, juntamente com Mike.
- Lavell Crawford como Huell: Guarda-costas de Saul, que também lida com problemas de Walter.
- Michael Bowen como Jack Welker: O tio de Todd e líder de uma gangue da Supremacia branca.

### Participações especiais
- Danny Trejo como Tortuga: Um membro do cartel mexicano e informante do DEA.
- DJ Qualls como Getz: Um oficial da polícia de Albuquerque, que numa passagem rápida ajuda Hank para rastrear Heisenberg.
- Jim Beaver como Lawson: Um traficante de armas de Albuquerque que obtêm várias armas para Walt.
- Steven Bauer como Don Eladio Vuente: O líder do Cartel de Juarez que tem uma história com Gus.
- Robert Forster como Ed: Dono de uma loja de conserto de aspiradores cujo negócio disfarçado é dar uma nova identidade aos clientes.

## Temas e símbolos

### Consequências morais
Em entrevista ao The New York Times, Vince Gilligan disse que a maior lição da série é que "as ações têm consequências". Ele elaborou sobre a filosofia do show: Se a religião é uma reação do homem, e nada mais, parece-me que ele representa um desejo humano malfeitores que querem ser punidor. Eu odeio a ideia de Idi Amin vivendo na Arábia Saudita nos últimos 25 anos de sua vida. Isso me irrita a nenhuma final. Eu sinto algum tipo de necessidade de expiação bíblica, ou justiça, ou algo assim. Eu gosto de acreditar que há alguma punição, que o carma entra em ação em algum momento, mesmo que leve anos ou décadas para acontecer. Minha namorada diz que esta grande coisa que se tornou a minha filosofia também. "Eu quero acreditar que há um céu. Mas eu não posso acreditar que não existe um inferno." Examinando o show em comparação com The Sopranos, Mad Men e The Wire, Chuck Klosterman disse que Breaking Bad é "construído sobre a premissa desconfortável que há uma diferença irrefutável entre o que é certo e o que é errado, e é o único em que a caracteres tem controle real sobre como eles escolhem viver." Klosterman acrescentou que a questão central de Breaking Bad é "O que torna" mau "um homem - suas ações, seus motivos, ou a sua decisão consciente de ser uma pessoa ruim" Klosterman concluiu que no mundo de Breaking Bad, "bondade e maldade são simplesmente escolhas complicadas, não é diferente do que qualquer outra coisa."
Ross Douthat, do The New York Times, em uma resposta a uma peça do Klosterman, comparando Breaking Bad e The Sopranos, afirmou que ambas as séries são "moralidade de toca" que são "ambas interessadas na agência moral". Douthat passou a dizer que Walter White e Tony Soprano "representam a imagem espelhada que assume um problema do mal, a condenação e o livre-arbítrio". Walter é um homem que "deliberadamente abandona a luz para a escuridão" enquanto Tony é "alguém nascido e criado na escuridão", que retorna "oportunidade após oportunidade para abrir seu caminho para cima, para a luz."

### Devoção à família
O espetáculo explora a maioria das conexões dos personagens principais de suas famílias, em grande detalhe. Walt justifica a sua decisão de cozinhar cristal e tornar-se um criminoso por causa de seu desejo de sustentar a sua família. Na terceira temporada ele tenta sair do negócio porque Skyler tem impulsionado a deixá-lo. Gus convence-lo a ficar, dizendo-lhe que é o trabalho de um homem para sustentar sua família, mesmo que ele não seja amado.

## Sinopse

### Primeira temporada (2008)
A primeira temporada foi originalmente destinada a ter nove episódios, mas devido a greve em 2007-2008 do Writers Guild of America apenas sete episódios foram filmados. A primeira temporada estreou em 20 de Janeiro de 2008, e foi concluída em 9 de março de 2008. Walter White (Bryan Cranston) é um professor de química do ensino médio, que complementa sua renda familiar trabalhando meio período em um lava-jato, e é diagnosticado com um avançado e inoperável câncer de pulmão. Num passeio com o seu cunhado, o qual é um agente da DEA, Hank (Dean Norris), Walter vê um ex-aluno dele, Jesse Pinkman (Aaron Paul), fugindo da cena de um laboratório de metanfetamina. Mais tarde, ele encontra Jesse e o chantageia para se tornarem parceiros na tentativa de combinar suas habilidades para fabricar e distribuir metanfetamina da mais pura qualidade. Walter diz que quer dar estabilidade financeira à sua esposa grávida, Skyler (Anna Gunn) e ao seu filho deficiente, Walter Jr. (RJ Mitte), e para pagar seu tratamento caro contra o câncer.
Durante os primeiros dias de venda, Walter e Jesse em Albuquerque, se deparam com uma série de problemas com traficantes locais, Krazy-8 e Emilio Koyama. Walter se vê obrigado a matar Emilio para se defender, o intoxicando na van onde cozinhavam a droga. Após levarem e algemarem Krazy-8 inconsciente no porão de Jesse, Walter decide se desfazer do corpo de Emilio por dissolução em ácido fluorídrico. Jesse fica encarregado dessa parte, enquanto Walter lida com dilemas morais quando descobre que Krazy-8 está consciente e que vai matá-lo assim que o soltar. Walter enforca Krazy-8 com o freio da bicicleta, aos prantos por ter matado um ser humano.
Ele continua a produzir metanfetamina com a ajuda de Jesse, até chegarem em um perigoso traficante local chamado Tuco Salamanca. Jesse vai fazer acordo com Tuco, juntamente com seu amigo Skinny Pete, mas antes de receber o dinheiro é espancado por Tuco e levado ao hospital inconsciente. Walter vai de encontro com Tuco, sob a alcunha de 'Heisenberg', e o força a fechar negócios com eles, explodindo seu escritório com uma bomba de mercúrio. A temporada se encerra em um ferro-velho (onde costumam fechar os negócios e fazerem as trocas), onde Tuco, descontrolado, espanca seu capanga No-Doze até a morte.

### Segunda temporada (2009)
Em 7 de maio de 2008, a AMC anunciou que Breaking Bad foi renovado para uma segunda temporada de 13 episódios. A produção começou em Julho de 2008, e a temporada estreou em 8 de março de 2009 e concluída em 31 de maio de 2009.
Tuco ameaça Walter e Jesse, e ambos ficam aterrorizados. Ambos decidem que devem matar Tuco, mas são capturados por ele antes de tomarem qualquer atitude. Tuco os leva até a casa de seu tio Hector, um ex-chefe de cartel que está imobilizado em uma cadeira de rodas, que provavelmente sofreu um derrame e se comunica por um sino. Walter e Jesse tentam envenenar Tuco, mas seu tio lhe 'mostra que há algo errado com os dois'. Tuco joga os dois fora da casa com um fuzil, prestes a matá-los, mas Jesse consegue se safar e atira em sua barriga. Os dois o deixam sangrando, e mais tarde Hank encontra o local e mata Tuco durante um tiroteio.
Walter continua a encontrar-se diante de contas médicas intransponíveis do seu tratamento contra o câncer. Hank desenvolve síndrome do pânico devido ao tiroteio com Tuco. Hank é convidado a ir até El Paso, onde um informante do cartel, Tortuga, irá colaborar com o DEA em prender membros de um cartel. Porém Tortuga é morto, o cartel arma uma explosão, deixando vários membros do DEA feridos, contribuindo ainda mais para as crises de pânico de Hank.
Apesar de ter tido várias más experiências ao produzir metanfetamina com Jesse, Walter concorda em retomar a parceira. Os dois começam a produzir metanfetamina, mas enfrentam vários problemas. O amigo de Jesse, Badger (Matt L. Jones) é preso ao vender metanfetamina em uma operação policial. Walter contrata um advogado, Saul Goodman (Bob Odenkirk), para ajudar Badger.
Depois de solto, Badger, juntamente com Skinny Pete passam a vender metanfetamina em baladas e bocas de fumo, sob supervisão de Jesse, porém, a droga de Skinny Pete é roubada por um casal de usuários de meta. Isso chega até Jesse, que não vê como um problema, mas Walter acha que medidas devem ser tomadas, dá uma arma à Jesse e o manda até a casa dos viciados para os ameaçarem. Jesse, contrariado, vai até a casa dos dois, porém não os encontra, e sim um garotinho sujo em estado deplorável, filho do casal. Jesse passa a cuidar do garoto e dando comida, até que os pais chegam, e ele esconde o menino. Após uma discussão, na qual ambos estão extremamente alterados sob efeito das drogas, a mulher mata o marido, deita no sofá e dorme. Jesse, horrorizado, liga para a polícia e corre até a porta, porém lembra do garotinho, que sentiu afeição, e corre para o tirar de lá. Jesse deixa o garotinho no lado de fora da casa enrolado numa coberta, para esperar a polícia, e, emocionado,diz para ele ter uma boa vida pela frente. Jesse volta para casa traumatizado.
Walter diz para Jesse que devem produzir metanfetamina em massa, e, contra a vontade de Jesse, dirigem um trailer para o deserto e produzem metanfetamina durante quatro dias. Mais tarde, Combo, outro dos amigos e distribuidores de Jesse, é morto por uma gangue rival por vender metanfetamina em seu território. Saul sugere que os dois encontrem um novo modelo de distribuição. Enquanto isso, Jesse vem construindo um relacionamento com sua vizinha e senhoria, Jane (Krysten Ritter). Jane é revelada estar se recuperando do vício, mas passa por recaídas e os dois começam a injetar heroína. Walter encontra um novo parceiro de negócios, Gus Fring (Giancarlo Esposito), que está disposto a pagar US$ 1,2 milhões para os 17 quilos de metanfetamina que eles produziram. Walter apressadamente oferece o produto para Gus, mas perde o nascimento de sua filha. Walt detém metade do dinheiro por causa do uso de drogas de Jesse, mas Jane descobre sobre isso e chantageia Walt. Walt visita a casa de Jesse, e vê Jane se afogar em seu próprio vômito durante uma overdose, mas não faz nada para salvá-la.
Jesse desesperado liga para Walter, que liga para Saul. Saul manda Mike Ermanthraut (Jonathan Banks) limpar as drogas na casa de Jesse, e mais tarde Jesse some. Walter o encontra em uma espécie de 'cracolândia', drogado e inconsciente. Walter o ajuda a se levantar, mas Jesse, se sentindo culpado pela morte de Jane, chora nos braços de Walter.
Walter interna Jesse em uma clínica de reabilitação. Skyler confronta Walter sobre suas frequentes ausências e desculpas. Ela começa a juntar sua vida secreta, deduz que ele está envolvido em atividades ilícitas e exige o divórcio.

### Terceira temporada (2010)
Em 2 de Abril de 2009, a AMC anunciou que Breaking Bad foi renovada para uma terceira temporada de 13 episódios. Walter quer reunir sua família, mas Skyler ainda suspeita da segunda vida de Walter. Walter acredita que ele pode consertar a tensão entre eles, confessando-lhe que ele tem vindo a produzir metanfetamina. Skyler está consternada com a confissão e exige um divórcio formal. Enquanto isso, Gus se oferece para pagar a Walter EUA $ 3 milhões por três meses de seu serviço. Ele mesmo se oferece para fornecer Walter com uma unidade de produção e um assistente de laboratório brilhante, Gale (David Costabile). Jesse continua a produzir e vender metanfetamina por si mesmo. Hank está trabalhando com a DEA para investigar Jesse e está lentamente a reunir provas para fazer uma prisão.
A polícia rastreia o trailer de Jesse e Walt, e ambos correm imediatamente para o ferro-velho, sem saber que Hank estava seguindo Jesse. Os dois se trancam no trailer, e Hank, sem saber que Walt também está lá, ameaça invadir. Encurralado, Walter pede para Saul ligar para Hank e mentir, dizendo que Marie, sua esposa, foi vítima de um acidente. Hank imediatamente abandona o local e corre até o hospital, e quando percebe que tudo foi uma armadilha, fica furioso. Walt manda destruir o trailer, eliminando toda e qualquer evidência dele e Jesse.
Hank vai até a casa de Jesse, o agredindo violentamente, e, percebendo sua falta de controle, interrompe o ato e chama a ambulância. O DEA apreende o distintivo e a arma de Hank, e ele fica suspenso. Walt visita Jesse no hospital para oferecer a posição de Gale no laboratório e serem sócios novamente. Jesse, chorando, nega até o fim, afirmando que tudo e todos que ele amava em sua vida, foi morto e destruído por causa de Walter, e que Walter só o quer por perto para o manipular. Walt, se aproveitando do estado emocional de Jesse, o elogia, usando de manipulação para Jesse aceitar, e Jesse mais tarde aceita. Jesse retira a queixa sobre Hank, fazendo que o mesmo possa ter sua licença de agende federal novamente.
Após a obtenção da posição, Jesse começa a roubar metanfetamina do laboratório e vendê-lo em segredo. Dois assassinos do cartel, primos de Tuco Salamanca, decidem se vingar de Walter, porém Gus os informa que quem matou Tuco foi Hank, não Walter. Hank, sem distintivo e armas, alegre por estar de volta na corporação, compra flores para Marie, e enquanto entra em seu carro no estacionamento de um shopping, recebe uma ligação misteriosa, onde uma voz diz que dentro de 1 minuto, dois membros do cartel (primos de Tuco) irão tentar matá-lo. Desesperado, e ainda sem sua arma, Hank é gravemente baleado no estacionamento, mas por pouco mata um dos dois assassinos e destrói as pernas do outro. Hank é levado à emergência, e deve passar por fisioterapia para poder andar novamente. Mike envenena o assassino que está no hospital sem as pernas, às ordens de Gus.
Jesse se envolve romanticamente com Andrea Cantillo, uma garota que ele encontra em seu grupo de reabilitação. Jesse tenta convencer Andrea a comprar metanfetamina dele, mas se arrepende após descobrir que ela tem um filho, um garotinho de 8 anos chamado Brock. Mais tarde, Jesse descobre que o irmão mais novo de Andrea, de 11 anos, foi colocado por Gus e seus traficantes de rua para matar Combo. Jesse decide vingar Combo e matar os dois traficantes. Walter interrompe o ato, e mata os dois traficantes antes que atirassem em Jesse. Após, Walter ajuda Jesse em escapar da ira de Gus, e o esconde em um fliperama. Gus começa a perder a confiança em Walter e pede a Gale para assumir o laboratório. Ele ordena que seus capangas matem Walter e Jesse. Walter confessa seu plano de matar Gale para Jesse, na qual Jesse implora para que ele não faça e diz que não irá matar Gale, pois não são assassinos. Walter não dá ouvidos e segue com o plano, mas na mesma noite é raptado por Mike e Victor. Walter instrui Jesse por telefone para matar Gale, a fim de forçar Gus não matar Walter, numa cartada final. Mike liga imediatamente para Gale, sem êxito, pois o mesmo está escutando música alta em seu apartamento e seu celular está no silencioso. Gale ouve alguém bater em sua porta, e quando atende vê Jesse, que lhe empunha uma arma. Gale implora para não morrer, e Jesse, trêmulo e chorando, atira e mata Gale, o que acaba com a última gota de inocência dentro do garoto.

### Quarta temporada (2011)
Em 14 de Junho de 2010, a AMC anunciou Breaking Bad foi renovada para uma quarta temporada de 13 episódios. A produção começou em Janeiro de 2011, a temporada estreou em 17 de Julho de 2011, e concluída em 9 de Outubro de 2011.
Jesse segue as instruções e assassinatos de Walter para matar Gale. Gus decide disciplinar os dois através da aplicação de políticas mais rigorosas no laboratório, e degola Victor na frente dos dois como demonstração de poder. Jesse, tomado pela culpa de ter matado Gale, enche sua casa de pessoas desconhecidas e promove uma festa de 3 dias seguidos, pois acha que se sentiria melhor rodeado de pessoas, o que não acontece. Gus Fring tenta quebrar a amizade de Walter e Jesse, atribuindo-lhes detalhes de trabalho separado, onde a relação deles começa a ficar cada vez mais distante. Enquanto Walter trabalha no laboratório de metanfetamina, Jesse acompanha Mike (Jonathan Banks), um dos executores de Gus, para recuperar os pagamentos e fornecer suporte, na qual desenvolvem um laço "pai-e-filho" muito forte. Jesse se prova cada vez mais corajoso e ganha a confiança de Gus como um membro da sua equipe. Walter e Jesse estão cada vez mais hostis entre si.
Skyler tenta encorajar Walter a sair do negócio da metanfetamina, pois isso traz riscos à sua vida e a família, dizendo que ele está em perigo. Walter imediatamente a confronta dizendo que ele não está em perigo, e que são os outros que devem temê-lo, deixando claro que ele matará quem estiver no caminho dele, deixando Skyler apavorada, e com medo de Walter.
Enquanto isso, Hank, que vem se recuperando de seu último envolvimento com o cartel, descobre evidências ligando Gale com Gus Fring. Ele acredita que Gus é um grande distribuidor de drogas e começa a olhar para a evidência tangível para prestar queixa. A consciência de Jesse pesa cada vez mais por ter tirado uma vida, e não se aceita como uma boa pessoa. Em uma de suas reuniões de reabilitação, desaba em choro, admite que se odeia e diz que só esteve lá todo esse tempo para vender cristal para os presentes.
O cartel de Don Eladio vem aterrorizando e pressionando Gus Fring, assassinando seus mulas e entregadores, roubando sua metanfetamina e os ameaçando de morte, tudo para darem a eles seu cozinheiro, seja Walter ou Jesse. Isso causa extrema revolta em Gus Fring, e o mesmo passa a pensar em uma válvula de escape. Gus decide que deve por um basta a essas provocações.
É mostrado o passado de Gustavo Fring, onde ele tenta fazer um acordo amigável com o cartel de Don Eladio, e seu amigo e cozinheiro é morto por Hector Salamanca, que na época ainda andava e era o segundo no comando, ameaçando a vida de Gus, ainda jovem. Gus elabora um plano de vingança a Don Eladio e todo o cartel. Walter quer a todo custo que Jesse mate Gus envenenado com a ricina do cigarro, porém Jesse fica receoso, pois Gus pode perceber e acabar o matando. O cartel força Gus a dar seu cozinheiro (Jesse) para eles, e então Mike, Gus e Jesse viajam para o México. Gus envenena e mata todos do cartel, incluindo Don Eladio, e se estabelece como novo chefão do crime, acima de todos os outros. Eles então se envolvem em um tiroteio, na qual Mike é baleado, e Jesse salva ambos. Gus volta ao asilo onde seu rival, Hector Salamanca, está internado, e o tortura psicologicamente mostrando que todo o cartel e sua família estão mortos.
Gus percebe laços estreitos de Walter com Hank que poderiam comprometer toda a sua operação, pois Hank está em cima dele e de toda sua rede de distribuição, ligando os fatos. Gus captura Walter, põe um capuz em sua cabeça e diz que vai dar cabo de Hank, e que se ele tentar intervir, irá matar toda a sua família. Walter envenena o garotinho Brock, filho de Andrea, e manipula Jesse em parecer que Gus Fring e seus capangas envenenaram o garotinho. Jesse desconfia que Walter envenenou o garotinho e o confronta, com uma arma em sua cabeça, porém Walter convence Jesse que a culpa é de Gus Fring. Jesse e Walter colocam suas diferenças de lado e aceitam o assassinato de Gus, convencendo o ex-executor do cartel Hector Salamanca a detonar uma bomba suicida; Hector tem sucesso nessa empreitada, matando a si mesmo, Gus, e Tyrus, capanga de Gus.
Walter e Jesse, em seguida, destroem o laboratório de metanfetamina em um incêndio, e Walter declara a sua esposa, "eu ganhei".

### Quinta temporada (2012-13)
Em 14 de Agosto de 2011, a AMC anunciou que Breaking Bad foi renovada para uma quinta e última temporada composta por 16 episódios. A quinta temporada é dividida em duas partes, cada uma composta por oito episódios. A primeira metade estreou em 15 de Julho de 2012, enquanto a segunda metade estreou em 11 de Agosto de 2013.
Após a morte de Gus Fring, Walter cria uma sociedade com Jesse e Mike para uma nova operação de produção e distribuição de metanfetamina. Mike lida com todos os aspectos comerciais do negócio, enquanto Walter e Jesse trabalham com uma equipe de fumigação para produzir metanfetamina em casas isoladas e interditadas para fumigação. Então eles percebem que estão sem metilamina, e elaboram um plano para roubar um vagão de trem lotado de metilamina sem ninguém descobrir, e fazem um acordo com uma mulher chamada Lydia Rodarte-Quayle, antiga parceira de Gus Fring, dona da companhia alemã Madrigal. Walter, Jesse, Mike e Todd conseguem roubar a tonelada de metilamina, porém um garotinho (Drew Sharp) vê tudo. Todd atira no garoto, matando-o, deixando Jesse horrorizado.
Jesse, assombrado por todas as coisas horríveis que aconteceram, resolve sair do negócio da metanfetamina definitivamente juntamente com Mike, deixando Walter irado. Hank e o DEA conseguem identificar nove presos e um advogado com ligações criminosas com Mike. Mike resolve sair da cidade o quanto antes, porém Walter o confronta para que lhe dê a lista das testemunhas na prisão, na qual Mike recusa, e os dois discutem. Walter mata Mike pelas costas, só para depois lembrar que poderia conseguir os nomes com a Lydia, e esconde o corpo de Mike para Jesse não descobrir. Walter depois contrata Jack Welker, o líder de uma quadrilha neo-nazista e tio de Todd, para matar os dez informantes de dentro da prisão. Walter se estabelece como o maior chefão do crime com seu império, e seus negócios continuam a deslanchar até que ele decide se aposentar após acumular $ 80 milhões, que ele esconde enterrado no deserto.
Skyler tira as crianças da casa e os põe para morar na casa dos tios, Hank e Marie, alegando que sua casa não é segura para eles. Walter diz que fizeram tudo pela família, onde Skyler rebate, dizendo que seus filhos não morarão numa casa onde machucar, assassinar pessoas e traficar drogas é tido como algo normal. Walter a confronta violentamente, e ela diz que espera que ele morra de câncer o mais rápido possível para ficar livre daquela vida.
Jesse recebe seus $ 5 milhões, mas quer deixar metade para a neta de Mike, e a outra metade para a família de Drew Sharp, o garotinho que foi morto. Saul o impede de fazer isso e retorna o dinheiro a ele. Jesse não aceita o dinheiro, pois é dinheiro sujo de sangue, e resolve jogar todo o dinheiro fora nas ruas, de madrugada, com peso em sua consciência, ficando sem nada.
Mais tarde, Hank e Marie são convidados para a casa dos White, onde Hank inadvertidamente se depara com um dos livros de Walter com uma mensagem assinada por Gale Boetticher. Ele percebe que Walter é o 'Heisenberg' e secretamente reinicia a investigação. Walter decide manipular Jesse para ele fugir da cidade, como se isso fosse para o bem dele, mas Jesse percebe que é para o próprio bem de Walter, manda ele parar de manipulá-lo e diz que sabe que Walter matou Mike; Walter, como último recurso vendo o garoto abalado emocionalmente, o abraça, e o convence mais uma vez. Minutos antes de ir embora, Jesse descobre que Walter realmente envenenou Brock e, enfurecido, vai até a casa da família White, arromba a porta e joga gasolina na sala inteira. Prestes à incendiar a casa, Jesse é surpreendido por Hank, que o tinha seguido. Jesse, aos prantos, diz que Walter não pode continuar saindo ileso de seus malfeitos, e Hank acalma o garoto. Hank faz uma aliança com Jesse, que agora despreza Walter e quer vê-lo pagar por tudo que fez. Encurralado, Walter contrata Jack novamente, desta vez para matar Jesse. Hank, Gomez e Jesse fazem uma armadilha para Walter no deserto, onde seu dinheiro está enterrado, e Walter cai, tomado por ganância. Walter liga para Jack alegando estar em perigo, mas quando vê que Jesse está com Hank e Gomez, cancela a operação. Walter é rendido por Hank e preso, e Hank liga para Marie para dar a notícia da prisão de Walt. A gangue neonazista chega e Hank se envolve em um tiroteio feroz. Hank é baleado, e Walter o aconselha a fazer um acordo com Jack, na qual Hank recusa. Jack executa Hank na frente de Walter, apesar de todos seus apelos, que cai horrorizado. Tomado de ódio, Walter entrega Jesse para Jack e sua gangue e dá o aval para o matarem. Ao invés disso, o plano é mudado e decidem levar Jesse cativo, o interrogar e depois o matar. Antes de levarem Jesse, Walter, por vingança, revela à Jesse que viu Jane morrer, e não a salvou de propósito. Antes de sair, Jack e sua gangue tomam a maioria do dinheiro de Walter, deixando-o com apenas US $ 11 milhões. Jesse é surrado e vira escravo, coagido a produzir metanfetaminas para a quadrilha. Marie faz Skyler confessar toda a verdade para Walter Jr., e após chegarem em casa, se deparam com Walter fazendo malas e dizendo que eles devem fugir da cidade juntos. Skyler questiona sobre o paradeiro de Hank, já que Walt estava preso, e fica sabendo que Hank foi morto. Os dois entram numa briga de faca onde Walter Jr. pula sobre Walt para salvar a mãe, e imediatamente liga para a polícia para denunciar o pai. Walt foge com Holly, e mais tarde em um telefonema com a escuta da polícia, a família toda fica sabendo que Hank e Gomez estão mortos, onde Marie cai de joelhos aos prantos. Walter deixa Holly em um corpo de bombeiros.
Walter passa os próximos vários meses escondido em uma cabana em New Hampshire, enquanto luta contra o câncer, e Skyler foi obrigada a morar com as crianças em uma casa minúscula afastada no subúrbio, pois perderam a sua casa e todos seus bens, incluindo os carros, para o governo. Jesse tenta escapar do complexo onde está preso, mas é pego antes de pular o cercado. Furioso, diz para o matarem e que nunca mais irá cozinhar para a gangue, os chamando de psicopatas. Como punição, Todd vai até a casa de Andrea e a mata na frente de Jesse, que está amordaçado em uma van. Jack manda Jesse parar de gritar e ameaça matar Brock. Walt secretamente liga para Walter Jr. em sua escola, para o informar que está mandando dinheiro; mas Walter Jr. enfurecidamente recusa o dinheiro, diz que odeia seu pai e quer que ele morra, deixando Walt sem esperanças de reconciliação. Walter passa a ser procurado em todo o país.
Em seu aniversário de 52 anos, fica sabendo que sua metanfetamina azul está sendo vendida e acha que Jesse Pinkman está em sociedade com Jack e sua gangue. Ele retorna ao Novo México para visitar sua família uma última vez, confessa à Skyler que construiu todo o império das drogas por ele mesmo e não pela família, e diz que vai buscar vingança contra Jack. Walter entrega à Skyler um bilhete com as coordenadas da localização do deserto, onde estão os corpos de Hank e Gomez, se despede de Holly no bercinho, e de Walter Jr. do outro lado da rua, sem o mesmo saber, descendo do ónibus e entrando em casa.
Mais tarde naquela noite, Walter encontra a gangue nazista de Jack em sua base, e diz que Jack o traiu por não matar Jesse, e sim se tornou sócio dele. Jack irado manda buscar Jesse e diz que ele está cozinhando como escravo, e promete matar Walt assim que provar que ele está errado. Quando Jesse é trazido até a sala, em estado deplorável e com cicatrizes, Walter decide salvá-lo pela última vez e assassina todos os membros da quadrilha, com uma metralhadora M60 que estava acoplada em seu carro, mas é ferido no abdômen por uma bala que ricocheteou. Todd é o único que levanta, e Jesse o estrangula com as correntes de suas algemas e quebra seu pescoço. Lydia liga para o celular de Todd, que está morto, e Walter atende. Lydia acha que Walter foi morto às suas ordens, porem Walt diz pra Lydia que ele a envenenou com a ricina, colocada em seu chá, e dá adeus. Walter executa Jack com um tiro na cabeça e liberta Jesse, lhe entregando a arma. Walter pede para que Jesse o mate, mas Jesse, pela primeira vez, se recusa a fazer o que Walter pede e diz que se ele quer morrer, que ele mesmo se mate; e joga a arma no chão.
Os dois se entreolham por uma última vez, e Jesse entra no carro, conseguindo escapar do complexo antes da polícia chegar, chorando de felicidade e mentalmente destruído. Walter percebe que foi mortalmente ferido por um tiro e lentamente sucumbe ao ferimento até a morte, enquanto a polícia vasculha o complexo.

## Recepção
Breaking Bad recebeu ampla aclamação da crítica e tem sido elogiado por alguns críticos como o maior drama da televisão de todos os tempos. Na revisão agregadora do site Metacritic, a primeira temporada marcou 74/100, a segunda temporada marcou 85/100, a terceira temporada marcou 89/100 e a quarta temporada marcou 96/100, e a quinta temporada marcou 99/100. The American Film Institut listou Breaking Bad como uma das dez melhores séries de televisão de 2008, 2010, 2011 e 2012. A série tem um total de 100% "certificado fresco" no Rotten Tomatoes.
Para a primeira temporada, a série teve uma recepção em sua maioria positiva. Do New York Post, a crítica de Linda Stasi elogiou a série, particularmente a atuação de Cranston e Aaron Paul, afirmando que "Cranston e Paul são tão bons, é surpreendente. Eu diria que os dois criaram uma ótima química, mas eu tenho vergonha de dizer uma coisa tão barata ". Robert Bianco dos EUA hoje também elogiou Cranston e Paul, exclamando: "Não há humor no show, principalmente nos esforços de Walt para impor a lógica académica nos negócios e em seu aprendiz idiota, um papel de Paul joga muito bem. Mas mesmo as cenas de vacas magras para o suspense, como a dupla descobre que matar alguém, mesmo em auto-defesa, é feio, o trabalho sujo ".
A segunda temporada viu a aclamação da crítica. Entertainment Weekly, o crítico Ken Tucker afirmou que "Bad é uma metáfora superlativamente fresco para uma crise de meia-idade: Demorou o câncer e infringir as leis para sacudir Walt fora de seu estupor suburbano, para experimentar a vida de novo, de arriscar, perigo de risco, fazer coisas que ele não acha-se capaz de fazer. Nada disso funcionaria, é claro, sem feroz, abnegação engraçado do vencedor do Emmy, Cranston como ator. Apesar de toda sua tristeza e escuridão, há uma alegria brilhante sobre essa série : É uma sensação de bem-show sobre sentir muito mal ".
A terceira temporada também teve a aclamação da crítica. Após que o final foi ao ar, The AV Club disse que a terceira temporada foi "uma das melhores realizações dramáticas da televisão e que o torna tão excitante - o que faz com que o reconhecimento da atual idade de ouro tão premente - é que a temporada não foi, como colocá-lo em outro contexto".
A quarta temporada teve aclamação universal. The Boston Globe que se refere ao programa como "um exercício tenso em desastre retido" e declarou o espetáculo "fascinante". O Pittsburgh Post-Gazette rotulou a série "inteligente e instigante que eleva as realizações artísticas do meio ".
A quarta temporada foi considerada por muitos críticos como uma das melhores temporadas da televisão em 2011. A Time listou a fala de Walter White "Eu sou aquele que bate" como uma das melhores da televisão de 2011. O Pittsburgh Post-Gazette listou como a melhor série de 2011, embora salientando que, "Breaking Bad é que a série de TV raro que nunca cometeu um erro em seu roteiro seriamente prejudicial". O Clube AV fez uma revisão do finale e resumiu como um "fim fantasticamente apropriado para uma temporada que passou em câmera lenta, iniciar e continuar com tantas crises implorando por semana resolução após semana. Agora, as plataformas são apagadas, mas isso não significa que qualquer um é o lar livre. Nada é fácil em Breaking Bad ". O revisor continuou a exaltar a temporada, e proclamou: "O que uma estação de televisão - realmente algo que nenhum de nós jamais poderia ter esperado, ou alegou que merecia".
A quinta e última temporada também recebeu aclamação universal dos críticos. Após o fim da série, o crítico Nick Harley resumiu sua comenda do show: "Habilmente escrito, virtuosística com sua direção, e perfeitamente executada, Breaking Bad é tudo o que você poderia querer em um drama. Críticos vão passar a próxima década dissecando e discutindo sobre o que o tornou grande, mas as razões são infinitas e já bem documentadas ". Durante a última temporada, o show também recebeu elogios de George RR Martin, autor de A Song of Ice and Fire romances, especialmente o episódio "Ozymandias" e comentando que" Walter White é um monstro maior do que qualquer um em Westeros ". Em sua revisão da segunda metade da 5 ª temporada, Seth Amitin da IGN afirmou: "Este último lote de Breaking Bad é um dos melhores correr dos episódios de TV já oferecidos ".

## Distribuição internacional
Na Austrália, Breaking Bad foi lançada no canal pago Showtime Australia em 28 de Agosto de 2008.
No Brasil, Breaking Bad foi lançada no canal pago AXN em Junho de 2010. Na TV Aberta, começou a ser exibida dublada pela Rede Record no dia 14 de janeiro de 2014.
A série foi exibida uma segunda vez na TV aberta brasileira na Band a partir de julho de 2022, após ter sido adiada a data prevista inicialmente para a estreia.  Após o dia 26 de março de 2023, a série deixou de ser exibida na Band, sem nenhum aviso. O último episódio transmitido foi "Full Measure"

## Prémios e nomeações
A série já ganhou inúmeros prémios e indicações, incluindo dez Primetime Emmy Awards com um para Melhor Série Dramática.
Por sua interpretação de Walter White, Bryan Cranston ganhou o Primetime Emmy Award de Melhor Ator em Série Dramática três anos consecutivos em 2008, 2009, 2010 e 2014. Cranston também ganhou o prémio TCA de Realização Individual em Drama em 2009 e o Satellite Award de Melhor Ator - Série de TV: Drama em 2008, 2009 e 2010, bem como o Prémio Escolha dos Críticos de Televisão de Melhor Ator em Série de Drama e o Saturn Award de Melhor Ator de Televisão em 2012.
Aaron Paul ganhou o Primetime Emmy Award de Melhor Ator Coadjuvante em Série Dramática em 2010, 2012 e 2014. Paul também ganhou o Saturn Award de Melhor Ator Coadjuvante na televisão em 2010 e 2012.
Anna Gunn ganhou o Primetime Emmy Award para Melhor Atriz Coadjuvante em Série Dramática em 2013 e 2014.
Por seu trabalho na quarta temporada, Giancarlo Esposito venceu o Prémio Escolha dos Críticos de Televisão de Melhor Ator Coadjuvante em Série de Drama.
Em 2010 e 2012, Breaking Bad ganhou o prémio TCA de Excelência em Drama, bem como o prémio TCA para o Programa do Ano em 2013. Em 2009 e 2010, a série ganhou o Satellite Award para Melhor Série de Televisão - Drama, juntamente com o Saturn Award de Melhor Série de Televisão por Cabo sindicalizado em 2010, 2011 e 2012. A série ganhou o Writers Guild of America Award para Televisão: Série Dramática. tanto em 2012 e 2013. Em 2013, foi nomeado nº. 13 na lista dos 101 mais bem escrito séries de TV de todos os tempos pelo Writers Guild da América e venceu, pela primeira vez, o Primetime Emmy Award para Melhor Série Dramática. No geral, o show ganhou 45 prémios da indústria e foi nomeado para 113.
Em 2014, Bryan Cranston, Aaron Paul e Anna Gunn ganharam o Primetime Emmy Award por melhor ator, melhor ator e atriz coadjuvantes em serie dramática.

## Elementos químicos nos créditos
Os créditos apresentam símbolos de elementos químicos da Tabela Periódica em verde (por exemplo: os símbolos Br e Ba de bromo e bário em Breaking Bad). Os créditos no começo do show geralmente dão seguimento a esta tendência, com os nomes dos atores geralmente incluindo um símbolo de elemento químico se apropriado.
Os créditos de abertura também exibem a fórmula C10H15N que se repete várias vezes em cada quadro em que ela aparece. Esta é a fórmula molecular da metanfetamina, que indica que cada molécula contém 10 átomos de carbono, 15 átomos de hidrogênio e um átomo de nitrogênio.
O número 149,24, que também se repete durante a introdução, representa a massa molar do composto metanfetamina.

## Filme
Em 2019, foi anunciado que um longa metragem baseado na série seria desenvolvido, e que os assinantes da Netflix, teriam prioridade para assistir ao filme. De acordo com o que foi noticiado na época, a Netflix e o canal AMC, compartilhou os direitos de exibição do seriado. O filme "El Camino: A Breaking Bad Film" entrou no catálogo da Netflix em 11 de Outubro de 2019. 